# Nvidia
Nvidia Corporation (ɛnˈvɪdiə, amb disseny gràfic nVIDIA ; NASDAQ: NVDA
) és un dels majors fabricants de GPUs del mercat mundial, líder en targetes gràfiques per a Intel·ligència Artificial, fundada el 1993 i amb seu a Santa Clara, Califòrnia. Els productes més populars de Nvidia són les línies GeForce i nForce per a jocs, i la sèrie Quadro per a processament de gràfics. També fabrica interfícies de programació d'aplicacions (API) per a la ciència de dades i la computació d'alt rendiment, i unitats de sistema en un xip (SoC) per a la computació mòbil i el mercat de l'automoció. Nvidia externalitza la fabricació del maquinari que dissenya.
L'any 2000 va comprar l'empresa 3dfx, una de les companyies gràfiques més grans de la segona meitat dels anys 90. El 14 de desembre de l'any 2005 Nvidia va comprar ULI Electronics, i el març de 2006, Hybrid Graphics, una companyia finlandesa que desenvolupava programari per a unitats de processament gràfic i per a jocs.
Nvidia l'any 2005 tenia 2.737 treballadors i 13.775 en 2020. Amb els anys ha reduït la seva dependència dels ordinadors, augmentant la seva força en jocs, visualització professional, centres de dades i equipament per l'automoció.
El 27 de gener de 2025, Nvidia va patir les pèrdues en capitalització borsària en un sol dia més grans de la història, arran de la irrupció del model estès de llenguatge de codi obert DeepSeek, que fa servir xips de baix rendiment i barats.

## Suport de programari de codi obert
Fins al 23 de setembre de 2013, Nvidia no havia publicat cap documentació per al seu maquinari, el que significa que els programadors no podien escriure per a controladors de dispositius lliures i de codi obert de manera apropiada i efectiva amb els productes de Nvidia; sense recórrer a l'enginyeria inversa.
En el seu lloc web Nvidia proporciona els seus propis controladors gràfics GeForce binaris per X.Org i una biblioteca de codi obert prima que es connecta amb els nuclis de Linux, FreeBSD i Solaris i el programari de gràfics propietari. Nvidia també va proporcionar -però va deixar de donar suport- a un controlador de codi obert ofuscat que només era compatible amb l'acceleració de maquinari de dues dimensions i venia amb la distribució X.Org.

## Intel·ligència Artificial de NVIDIA

### GauGAN
GauGAN és una eina amb la qual es poden crear paisatges falsos partint d'un esbós.
Aquest software fa ús de xarxes de confrontación generativa (GAN), basat en una tècnica denominada “normalització espacialment adaptativa” que és capaç de generar imatges realistes a partir d'un determinat disseny semàntic, controlat per l'usuari amb l'ús d'un programa d'edició d'imatges, on cada color actua com a representació d'un tipus d'objecte, material o ambient.

### StyleGAN
StyleGAN és una xarxa de confrontació generativa (GAN) capaç de generar rostres de persones inexistents a partir d'un motor que funciona amb un algorisme de tecnologia IA.

### DIB-R
DIB-R és un Render que empra la tecnologia Machine Learning per crear models en tres dimensions (3D) a partir d'una imatge convencional en dues dimensions (2D). Utilitza una arquitectura de codificador-descodificador, basada en una xarxa neuronal que converteix les fotografies en 2D en un mapa de característiques o en un vector, permetent així que DIB-R prevegi la forma, el color, la textura i la il·luminació de la imatge.
DIB-R ha sigut entrenat amb diversos conjunts de dades, fent ús de la unitat de processament gràfic GPU NVIDIA V100 la qual ha permès la creació d'un objecte en tres dimensions a partir d'una fotografia en menys de 100 mil·lisegons.